# 두음 법칙

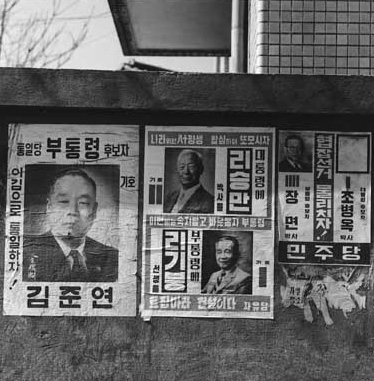
1960년의 대통령 선거에서 이승만(리승만)과 이기붕(리기붕) 선거 운동 포스터 (중). 두음법칙을 사용하지 않은 이름이 쓰여 있었다.

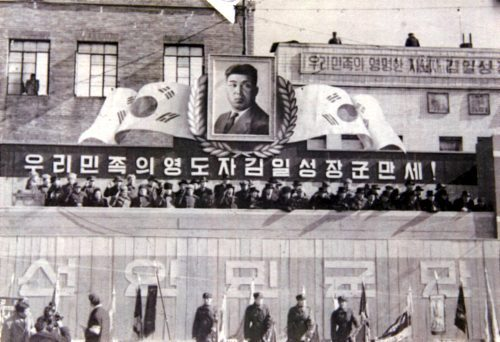
1948년 조선인민군 창건식에 걸린 깃발에는 '우리 민족의 영도자 김일성 장군 만세!'라고 적혀있다. "領導者"는 두음법칙을 사용하여 철자된다.(령도자→영도자)

두음 법칙(한국 한자: 頭音法則)은 현실 한자음이 반영되기 시작한 16세기 문헌에서 확인되는 현상이다. 17세기 하멜표류기 원본에도 나주(한국 한자: 羅州)를 Naedjoo, 영암(한국 한자: 靈巖)을 Jeham으로 두음법칙을 반영한 발음인 지명을 적었으며, 19세기 후반에서 20세기 초반에 성씨인 '이'를 로마자로 Ye, Yi등으로도 표기한 사례도 있다.
현대 한국어에서 대한민국의 표준어는 몇 가지 조건들을 제외하고 두음 법칙을 인정한다. 그러나 조선민주주의인민공화국의 문화어에서는 일부 사항을 제외하고 두음 법칙을 기본적으로 제정하지 않았고, 한자 원음 그대로 사용한다.
"두음 법칙(The law of initial consonants)"은 "첫 소리 법칙(First sound rule)"이다. 일부 소리가 단어의 첫머리에 발음되는 것을 피해 발음하지 않거나 다른 소리로 발음하는 법칙이다. 즉, 모음 "ㅣ, ㅑ, ㅕ, ㅛ, ㅠ" 앞에서 "ㄹ"과 "ㄴ"은 없어진다. "ㅏ, ㅗ, ㅜ, ㅡ, ㅐ, ㅔ, ㅚ"  앞에서는 "ㄹ"이 "ㄴ"으로 변한다. 그러나, 오늘날 지구촌 시대가 되어 세계가 개방되고 교류가 활발해져 발음 능력이 향상되어 적혀있는 글자를 그대로 발음하기 쉬워졌다. 발음의 고저장단을 높낮이 없는 "평서형"인 우리말 발음에 적용하기 때문이다. 첫 소리나 다른 음절에 강세를 주고 발음하면 발음의 경제성과 원음의 정확성을 지킬 수 있다. 갈수록 "발음 법칙"이 "허용 법칙"으로 변화될 전망이다.  "유음화, 격음화, 경음화" 현상 등도 "법칙"에서 "허용"으로 변화될 전망이다.

## 한국어에서의 두음 법칙
표준 한국어에서 발견할 수 있는 두음 법칙의 예로 'ㄹ'이나 'ㄴ'이 어두에서 조건에 따라 변형되는 것을 들 수 있다. 이러한 두음 법칙이 한국어에서 어떻게 적용되고 있는지를 보여주는 사례는 매우 많은데, 대한민국의 공문서에서 성씨 류를 '유'씨로 표기하도록 강제하는 것이 대표적이다. 이러한 표기 원칙을 따르고 싶지 않다면 "가족관계등록부에 기재된 '성씨의 한글 표기'를 정정하여 줄 것"을 사법부에 요청하는 등, 당사자나 당사자의 직계존속이 적극적으로 나서서 이의를 제기해야만 한다.
특히 'ㄹ'과 'ㄴ'의 두음 법칙은 한자음에서 두드러지는데 초성이 'ㄴ'이나 'ㄹ'인 한자음이 단어 초나 음절 초에 올 때(단어 중간의 음절에 두음 법칙이 적용되는 경우는 많지 않다) 'ㅇ'이나 'ㄴ'으로 바뀐다. 두음 법칙이 적용된 발음은 한글 표기에도 반영된다.

### 두음 법칙이 적용되는 조건
- ㄴ이나 ㄹ이 ㅇ으로 바뀌는 경우
  - 한자음 '녀, 뇨, 뉴, 니, 랴, 려, 례, 료, 류, 리' 등 ㄴ 또는 ㄹ+ㅣ나 ㅣ로 시작하는 이중모음이 단어 첫머리에 올 때 '여, 요, 유, 이', '야, 여, 예, 요, 유, 이'로 발음한다.
  - 한자음 '라, 래, 로, 뢰, 루, 르' 등 ㄹ+ㅣ를 제외한 단모음이 단어 첫머리에 올 때 '나, 내, 노, 뇌, 누, 느'로 발음한다.
- 모음이나 ㄴ 받침 뒤에 이어지는 '렬, 률'은 '열, 율'로 발음한다.

예를 들면 '림'(林)은 '임'으로, '로'(路)는 '노'로, '념'(念)은 '염'으로 발음하고, '라렬'(羅列)은 '나열'로 발음한다. 이러한 두음 법칙은 외래어, 외국어에는 적용되지 않는다.
- 한자 파생어나 합성어 등은 뒷말에 두음법칙을 적용한다.
  - 신여성(新女性), 공염불(空念佛), 회계연도(會計年度) 등.

- 고유어나 외래어 뒤에 한자어가 결합한 경우 두음법칙을 적용한다.
  - 구름-양(量) = 운량(雲量) , 칼슘-양, 어린이-난, 가십-난(gossip - 난) 등.
- (ㄱ,ㄴ,ㄷ)와 같은 자음은 두음법칙이 적용되지 않는다.

다만 예외로 ㅏ,ㅓ가 들어가는 말에는 두음법칙이 적용된다.

### 두음 법칙이 적용되지 않는 조건
- 단어의 첫머리 이외에서 본음대로 적는다.
  - 남녀(男女), 은닉(隱匿), 독자란(讀者欄), 비고란(備考欄), 공란(空欄), 답란(答欄), 투고란(投稿欄) 등

- 준말에서 본음으로 소리 나는 것은 본음대로 적는다.
  - 국련(국제연합), 전경련(전국경제인연합회), 한총련(한국대학총학생회연합), 소련(소비에트사회주의공화국연방) 등

- 의존명사는 본음대로 적는다.[1]
  - 냥(兩), 년(年), 리(里), 리(理), 량(輛)
  - 몇 냥, 몇 년, 거기까지 몇 리냐?, 그럴 리가 없다., 객차 오십 량 등

- 외자로 된 이름을 성에 붙여 쓸 경우에는 본음대로 적을 수 있다
  - (조선시대 장수) 신립(申砬).
- 반대로 이름이 외자가 아닌 경우에는 두음법칙을 적용한다.
  - 허난설헌

### 두음 법칙이 관찰되는 방언
두음법칙은 한국이 남북으로 분단되기 전에 정해진 것이라서 조선민주주의인민공화국도 분단 초기까지는 두음법칙을 잠깐 고수하였지만, 얼마 안 가서 두음법칙을 폐지하였다.
북한의 문화어와 한국어의 방언인 중국조선어과 재일어에서는 한자계 어휘에 대한 [r] [l] [nj] 자음의 두음 법칙을 대부분 찾아볼 수 없다. 단, 북한에서는 라사(羅紗)를 나사로, 라팔(喇叭)을 나팔로, 료기(療飢)를 요기로 쓰고 있는 등, 일부 한자어는 변한 소리대로 적는 것으로 언어 현실을 반영, 두음 법칙을 예외적으로 인정하고 있을 뿐이다.
현대 한국어에서는 대한민국의 표준어와 남한 내의 방언에서 이런 두음 법칙이 주로 관찰된다.

### 두음 법칙의 예외 규정
법률이 개정되면서 두음법칙의 예외 사례를 찾아 볼 수 있게 되었다. 이 예외 규정의 한 예로 성(姓氏)에 관한 것인데 신청절차를 거치면 李씨는(이→리씨), 林씨는 (임→림씨), 柳씨는 (유→류씨) 등으로 변경할 수 있다.

## 두음법칙 폐지 주장
한국어권에서 많은 지역이 한자어의 두음법칙을 적용하지 않으며, 두음법칙을 적용하지 않으면 단어의 뜻 구별이 훨씬 쉬워 이를 선호한다. 두음법칙으로 동음이의어가 늘어나는 결과도 있다. 굳이 남한에서만 1960년대까지도 보편적이지 않았던 두음법칙을 모든 문서에 강조한다. 하지만 한자어가 아닌 다른 외래어는 두음법칙을 예외로 한다.
초기 두음법칙을 이론화하던 시기에 한국어의 일부인 순우리말에서 나타나는 현상이었고, 한자어에서는 크게 두드러지지 않았다. 현재는 남한에서만 한자어에 사용하며 그 이외 외래어에서는 두음법칙을 적용하지 않는다. 북한 지역에서 두음법칙을 고려한 적이 있으나 현재 한자어의 두음법칙이 거의 없다. 남한을 제외한 한국어 지역에서 한자어의 두음법칙을 거의 적용하지 않는다.
당연히 두음법칙을 적용하지 않을 때 동음이의어가 크게 줄어든다. 강제적인 두음법칙은 동음인 단어를 구분하기 어렵게 한다. 반대로 두음법칙을 적용하지 않을 때 다양한 동음이의 단어가 크게 줄어든다.
예를 들어 남한의 "여권"은 두음법칙을 적용하지 않으면, 동음이의어가 사라진다. 동음이의어 "여권"은 "녀권", "려권", "여권"으로 나뉜다. "녀권"은 여성들의 권리를 의미하고, "려권"은 여행을 다닐 때 사용하는 신분증이며, "여권"은 여당의 권역을 의미한다. 현재 남한 표준어에서 이 세 의미는 발음이 같으므로 문장 안에 쓰지 않으면 구별하지 못한다. 이외에도 두음법칙을 적용하지 않으면 다양한 단어들의 구분이 분명해진다. 굳이 두음법칙을 적용하지 않으면 동음이의어가 줄어들고 말살이가 더욱 쉬워진다.

## 같이 보기
- 조선어 신철자법

### 참조주
1. 1 2  “겨레말 큰사전 - 남녘말 북녘말 - 어디서 간단히 '요기'라도 할까”. 2013년 5월 2일. 2013년 9월 23일에 확인함.

## 참고 문헌
- 변용우 (2004). “두음법칙의 형태적 제약”. 《불교어문논집》 (한국불교어문학회) 9: 199-229.
- 신성철 (2018). “ㄹ 두음법칙의 통시적 고찰”. 《국어학》 (국어학회) 85: 151-179. doi:10.15811/jkl.2018.85.005.
- 위진 (2004). “/ɲ/두음법칙에 대한 통시적 연구”. 《한중인문학연구》 (한중인문학회) 12: 148-167.
- 조규태 (1999). “한글 맞춤법의 문제점: 두음법칙 표기에 대하여”. 《배달말》 (배달말학회) 25 (0): 293-310.
- 조규태 (2009). “낱말머리 "ㄹ" 표기의 바뀌어옴에 대하여”. 《배달말》 (배달말학회) 45 (0): 69-109.